# Марта де Фрейтас, Алси
Алси Марта де Фрейтас (порт.-браз. Alci/Alcy Martha de Freitas; 31 декабря 1933, Монтенегру), также известный как Кин (порт.-браз. Kim) — бразильский футболист, защитник и полузащитник. Брат других известных футболистов — Алфеу и Алсиндо.

## Карьера
Кин начал карьеру в клубе «Гремио Леополденсе». В 1953 году он перешёл в клуб «Айморе». Там футболист выступал до 1958 года. В том же году Кин стал игроком «Интернасьонала». В 1961 году защитник помог команде выиграть чемпионат штата Риу-Гранди-ду-Сул. В 1963 году Кин перешёл в клуб «Рио-Гранде». Затем недолго играл за «Сан-Жозе», а потом вновь за «Рио-Гранде».
В 1964 году Кин был вынужден досрочно завершить карьеру из-за отслоения сетчатки глаза, полученной в результате несчастного случая. Завершив игровую карьеру, он стал работать тренером. Кин трудился в клубах «Рио-Гранде», «Айморе», «Лансул» и «Авенида». Сейчас он проживает вместе со своим братом Алсиндо в городе Сапукая-ду-Сул.

## Международная статистика
| Матчи Кина за сборную Бразилии | Матчи Кина за сборную Бразилии | Матчи Кина за сборную Бразилии | Матчи Кина за сборную Бразилии | Матчи Кина за сборную Бразилии | Матчи Кина за сборную Бразилии | Матчи Кина за сборную Бразилии |
| ------------------------------ | ------------------------------ | ------------------------------ | ------------------------------ | ------------------------------ | ------------------------------ | ------------------------------ |
| №                              | Дата                           | Место проведения               | Оппонент                       | Счёт                           | Голы                           | Турнир                         |
| 1                              | 20 марта 1960                  | Сан-Хосе                       | Аргентина                      | 1:0                            | —                              | Панамериканский чемпионат      |

## Достижения
- Чемпион штата Риу-Гранди-ду-Сул: 1961